# Oud-Grieks huwelijk
Het oud-Griekse huwelijk (Oudgrieks: γάμος / gámos) was een monogame verbintenis tussen man en vrouw in het oude Griekenland.

## Vanaf de Homerische periode
Het principe van monogamie was reeds in de Homerische periode overheersend. De Homerische gedichten stellen de zoon voor als iemand die de keuze van een vrouw overliet aan zijn vader en de vader als diegene die naar eigen goeddunken de hand van zijn dochter aan iemand kon aanbieden. De kandidaat bood gewoonlijk aan de vader van het meisje een zeker aantal ossen of andere waardevolle voorwerpen aan. De dochter ontving van haar kant een geschikte regeling van haar vader. Dit eigendom moest aan de vrouw worden teruggegeven bij het overlijden van haar echtgenoot, tenzij zijn erfgenamen anders wensten. Huwelijken waren geldig tussen personen van verschillende status evenals tussen personen van dezelfde status. Het huwelijksfeest bestond uit een banket dat werd gehouden door de vader van de bruid. De bruid werd in een feestelijke processie met fakkels naar het huis van haar echtgenoot geleid, terwijl een bruidslied, de Hymenaeus, werd gezongen samen met dansen door de jongelingen die haar begeleidden. De vrouw des huizes hield eenzelfde positie als die van haar man met wie zij voor het leven bleef geassocieerd en werd met dezelfde voorkomendheid in haar invloedssfeer behandeld als haar echtgenoot in de zijne. De echtgenoot was het door gewoonte toegestaan om concubines te hebben, wier kinderen in het huis van hun vader met die van de wettige vrouw werden grootgebracht. Maar zij ontvingen enkel een klein aandeel van het eigendom, dat de wettige kinderen onder zich verdeelden na de dood van hun vader. Onwettige kinderen haalden zich geen schande op de hals en de zonen van een vrije man bij een slavin werden als vrijen beschouwd.

## Latere tijden

### Athene

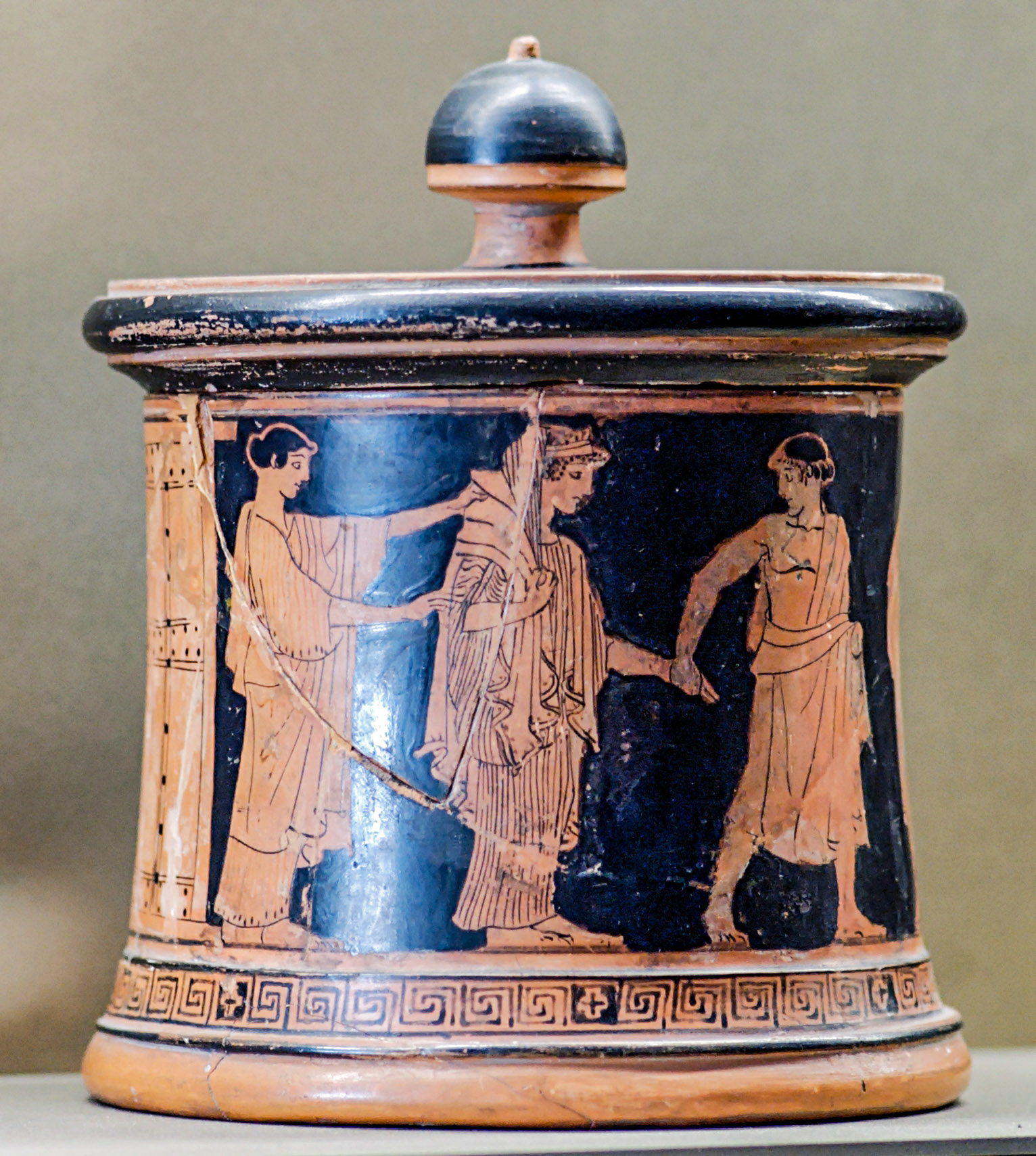
Huwelijk van Thetis en Peleus (Attische roodfigurige pyxis, ca. 470–460 v.Chr., gevonden te Athene, Louvre).

In Athene was het leven van een meisje zo volledig beperkt tot haar huis dat liefde heel zelden de aanleiding was voor een huwelijk. De ouders maakten de keuze voor hun kinderen, waarbij gelijkheid van geboorte en eigendom de voornaamste overweging waren. Geen enkel huwelijk was geldig tenzij beide partijen kinderen van Atheense burgers waren en geen enkel kind was wettig tenzij geboren uit zo'n huwelijk. Indien ofwel de vrouw ofwel de man van niet-Atheense origine was, werd het huwelijk als niet meer dan een concubinaat beschouwd en de kinderen waren onwettig. Ieder wettelijk huwelijk werd door een formele verloving voorafgegaan, waarbij men de overeenkomsten sloot en het bedrag van de bruidsschat werd bepaald. Indien een erfgename vaderloos achterbleef, had de man die de volgende was in de erfopvolging het recht om haar te huwen; indien zij arm was, en bijgevolg niet in staat om een echtgenoot aan de haak te slaan, werd hij verplicht om voor haar een regeling te treffen volgens een bedrag dat bij wet bepaald was.
Huwelijken werden bij voorkeur gehouden in de zevende maand van het Atheense jaar, dat vandaar Gamelion (januari-februari) werd genoemd. Een huwelijk werd voorafgegaan door bepaalde riten, proteleia genaamd, die bestonden uit gebeden en offers aan de goden van het huwelijk, voornamelijk aan Hera. De bruid werd door haar ouders in de tempel van Athena, de stadsgodin, op de Akropolis geleid, wier zegening zij afsmeekten door haar een offer aan te bieden. Op de huwelijksdag baadden de bruid en bruidegom in water dat naar Athene werd gevoerd vanuit de Callirrhoebron, en in andere poleis van sommige speciale rivieren of bronnen. Het water werd door een mannelijke of vrouwelijke verwant van jeugdige leeftijd opgevangen. De vader van de bruid verzorgde een huwelijksbanket, waarop de vrouwen, gewoonlijk uitgesloten van de bijeenkomsten van mannen (symposion), waren uitgenodigd. De mannen en vrouwen zaten aan afzonderlijke tafels, de bruid omsluierd. 's Avonds werd de bruid formeel naar haar nieuwe huis geleid op een rijtuig dat door muilezels of ossen werd getrokken. Zij ging op haar plaats zitten, door verschillende soorten huisraad omringd, tussen de bruidegom en de begeleider van de bruid, een vertrouwde vriend van de bruidegom. Indien de bruidegom eerder was getrouwd, bracht hij zijn bruid niet zelf naar huis, maar werd hij door zijn vrienden vertegenwoordigd. Het rijtuig werd door de vrienden en verwanten gevolgd, die de huwelijkshymne zongen met begeleiding op fluiten. Onder deze bevond zich de moeder van de bruid, die de huwelijksfakkel droeg, die aan haar eigen haard was ontstoken; andere fakkels gingen vooraf en volgden. Aan de deur van het huis van de bruidegom, die met groene takken was versierd, ontmoette de moeder van de bruidegom het paar met fakkels in haar hand. De bruid en bruidegom gingen nu het huis binnen te midden van het gejuich van hun medebewoners, die, als een gelukkig voorteken, een regen van allerlei soorten fruit en snoepjes op hen uitstrooiden. De bruid at een kweepeer, het symbool van vruchtbaarheid. Op dit moment was er dikwijls een avondmaal. De bruid werd dan door een bejaarde vrouwelijke verwant, de Nympheutria genoemd, naar de bruidskamer geleid, die deze laatste versierd had en werd hier aan haar bruidegom gegeven.

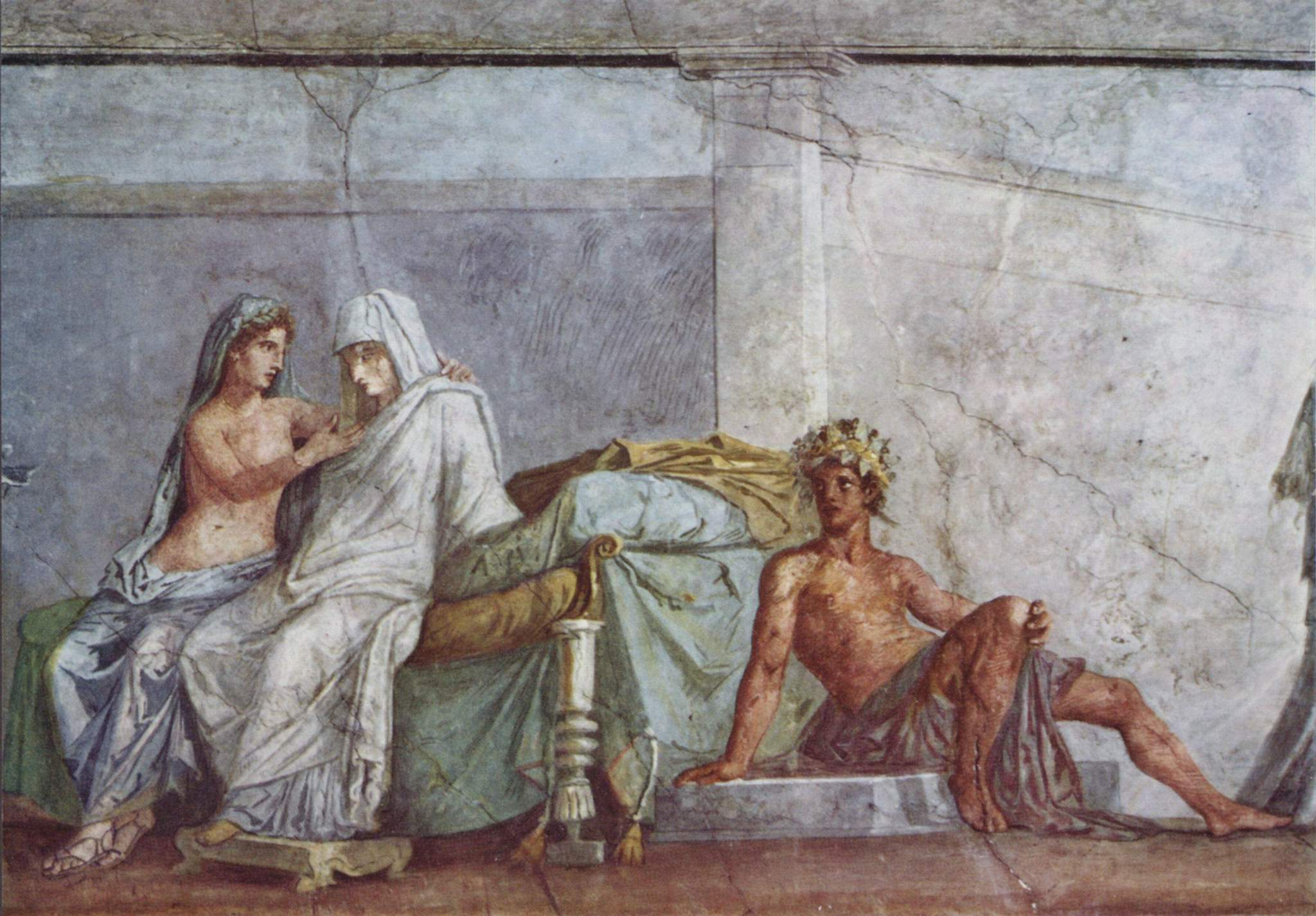
Aphrodite met een bruid en Dionysos aan de rand van het bed (detail van het "Aldobrandini huwelijk", Romeinse fresco, 1e eeuw v.Chr.).

Liederen, epithalamia genoemd, werden door de gasten voor de deuren van de kamer gezongen. De volgende twee dagen werden in beslag genomen door het sturen van huwelijksgeschenken en het was enkel na deze periode dat de jonge bruid ongesluierd verscheen. Het was nu de plicht van de echtgenoot om zijn vrouw in zijn phratria in te schrijven en zijn huwelijk te laten registreren; een offer en een banket vormden hierbij deel van de ceremonies. Indien deze formaliteiten werden verwaarloosd, zouden er misschien ten gevolge hiervan twijfels rijzen omtrent de geldigheid van het huwelijk. Een voorstelling van de ceremonies voorafgaand aan een Oud-Grieks huwelijk kan men zien in het zogenaamde "Aldobrandini huwelijk". Deze gebruiken waren gelijkaardig in de andere Griekse poleis.

### Sparta
De Spartanen kenden enkele eigenaardigheden, waarvan er een was dat de bruidegom in het bezit van zijn bruid moest komen door een daad van geweld en haar van onder haar metgezellen moest dragen, die een min of meer ernstige poging tot weerstand moesten bieden. Hij bracht haar dan naar het huis van een vrouwelijke verwante, die haar naar de bruidskamer nam, haar haar knipte en haar kleedde in mannelijke kleding en dan voorstelde aan de bruidegom.

## Algemene principes
De Griekse gewoonte stond een huwelijk tussen halfbroer(s) en halfzus(sen) toe, wanneer ze niet dezelfde moeder hadden. Meisjes trouwden over het algemeen vroeg, soms zelfs wanneer ze niet ouder dan 14 jaar waren.

## Referentie
- O. Seyffert, art. Marriage (I) Greek, in O. Seyffert, Dictionary of Classical Antiquities, Londen, 1894, pp. 376-377.

## Verder lezen
- P.G. Brown, Love and Marriage in Greek New Comedy, in Classical Quarterly 43 (1993), pp. 184-205.
- W. Erdmann, Die Ehe im alten Griechenland, München, 1934 (= New York, 1979).
- C.B. Patterson, Marriage and the Married Woman in Athenian Law, in S.B. Pomeroy (ed.), Women's History and Ancient History, Chapel Hill, 1991, pp. 48-72.
- J.G. Powers, Greek Weddings: The History of Marriage, ablemedia.com (1997).
- C.M. Mason, The Nuptial Ceremony of Ancient Greece and the Articulation of Male Control Through Ritual, digitalcommons.macalester.edu, 2006.
- J. Shopkorn, 'Til Death Do Us Part: Marriage and Funeral Rites in Classical Athens, perseus.tufts.edu, 1996.
- A.C. Smith, The politics of weddings at Athens: an iconographic assessment, in Leeds International Classical Studies 4 (2005).
- R.F. Sutton, Jr., On the classical Athenian wedding: two red-figure loutrophoroi in Boston, in Ibidem (ed.), Daidalikon. Studies in Memory of Raymond V. Schoder, Wauconda, 1989, pp. 347-351.
- C. Vatin, Recherches sur le mariage et la condition de la femme mariée à l'époque hellénistique, Parijs, 1970.
- A-M. Vérilhac & C. Vial, Le mariage grec du vie siècle avant J.-C. à l'époque d'Auguste, Parijs, 1998.
- P. Walcott, Romantic Love and True Love: Greek Attitudes to Marriage, in Ancient Society 18 (1987), pp. 5-33.